# USS Wasp (1775)
USS Wasp – amerykański szkuner z okresu wojny o niepodległość Stanów Zjednoczonych, który został przejęty przez Continental Navy w 1775 roku. Była to pierwsza jednostka w historii US Navy nosząca to imię.

## Historia
Zbudowany jako cywilny szkuner handlowy „Scorpion”, został przejęty przez Kontynentalną Marynarkę Wojenną w 1775 roku w związku z wybuchem wojny o niepodległość Stanów Zjednoczonych. Był jedną z pierwszych jednostek nowo utworzonej marynarki wojennej zbuntowanych kolonii. Prace wyposażeniowe związane z instalacją uzbrojenia miały miejsce w porcie Baltimore zimą 1775/1776. Okręt wszedł do służby jako „Wasp” w styczniu 1776 roku, a jego pierwszym dowódcą został William Hallock.
14 stycznia 1776 roku wraz z USS „Hornet” i grupą eskortowanych jednostek wypłynął w rejs do Zatoki Delaware, aby połączyć się z eskadrą Esek Hopkinsa. Były to pierwsze jednostki Continental Navy, które wypłynęły w rejs. Pierwszą misją okrętów było zdobycie brytyjskich składów w rejonie Nassau. Misja zakończyła się częściowym sukcesem, zdobyto zmagazynowane tam działa, jednak tylko część przechowywanego tam prochu.
W listopadzie 1777 roku po zajęciu Filadelfii przez Brytyjczyków „Wasp” osiadł na mieliźnie, został podpalony a następnie zniszczony przez eksplozję zmagazynowanego na jego pokładzie prochu.